# وزارت محیط زیست و جنگل‌داری (اندونزی)
وزارت محیط زیست و جنگل‌داری (اندونزیایی: Kementerian Lingkungan Hidup dan Kehutanan) یک وزارتخانه دولتی در کابینه جمهوری اندونزی است که مسئول محیط زیست و مدیریت و حفاظت از جنگل‌های آن کشور است. وزیر محیط زیست و جنگل‌داری فعلی سیتی نوربایا باکار است.

## تاریخچه
در اواخر ۲۰۱۴، وزارتخانه‌های محیط زیست و جنگل‌داری تحت عنوان وزارت محیط زیست و جنگل‌داری ادغام شدند. با این حال به دنبال گردهمایی محیط زیست انسانی سازمان ملل ۱۹۷۲ در استکهلم و تاسیس کمیته فرمولاسیون و برنامه کاری آن با فرمان شماره ۱۶ ریاست جمهوری، موضوع محیط زیست و مدیریت جنگل‌داری یکی از نگرانی‌های رسمی دولت بوده است.